# Alex Cropley
Alex Cropley, né le 16 janvier 1951 à Aldershot (Angleterre), est un footballeur écossais, qui évoluait au poste de milieu de terrain à Arsenal et en équipe d'Écosse. 
Cropley n'a marqué aucun but lors de ses deux sélections avec l'équipe d'Écosse en 1971.

## Carrière
- 1968-1974 : Hibernian FC
- 1974-1976 : Arsenal
- 1976-1980 : Aston Villa
- 1979-1980 :  Newcastle United
- 1981 : Toronto Blizzard
- 1981-1982 : Portsmouth FC

## Palmarès

### En équipe nationale
- 2 sélections et 0 but avec l'équipe d'Écosse en 1971.

### Avec Hibernian FC
- Vainqueur de la Coupe de la Ligue écossaise de football en 1973.

### Avec Aston Villa
- Vainqueur de la Coupe de la Ligue anglaise de football en 1977.